# NGC 4443
NGC 4443 (ook: NGC 4461) is een lensvormig sterrenstelsel in het sterrenbeeld Maagd. Het hemelobject werd op 12 april 1784 ontdekt door de Duits-Britse astronoom William Herschel. NGC 4443 behoort tot Markarians Ketting, een groep van minstens 7 schijnbaar gealigneerde sterrenstelsels in de Virgocluster.

## Synoniemen
- UGC 7613
- MCG 2-32-84
- ZWG 70.115
- VCC 1158
- PGC 41111